# Taste of Buffalo
Taste of Buffalo (español: Sabor de Búfalo) es el festival gastronómico de dos días más grande en los Estados Unidos. El festival está centrado en el centro de Buffalo, Nueva York a lo largo de Avenida de Delaware desde Niagara Plaza por Ayuntamiento de Buffalo a Chippewa Calle. El festival exhibe comida de restaurantes numerosos y camiones alimentarios de la región de Búfalo y otras ciudades en Nueva York Occidental, además de algunos patrocinadores nacionales. Cuando descrito, la misión del Sabor de Búfalo es "para proporcionar un festival asequible y agradable de fin de semana en una manera socialmente responsable para familias de Nueva York Occidental; para realzar la calidad de vida en el Niagara Frontera y promover Búfalo céntrica."

## Historia
El acontecimiento sin ánimo de lucro empezó en 1984 y tan de 2014 atrae casi 450,000 patrons anualmente, con más de 1,000 voluntarios requirieron para correrlo. El festival ha recaudado más de $360,000 para caridades, y otorga cinco becas de $1,000 cada año a alumnado de instituto local que mira para perseguir culinario o grados de hospitalidad. El 30.º gusto anual festival de Sabor de Búfalo presentada por Tops Friendly Markets ocurrió encima julio 13 y 14, 2013. En 2018, el festival celebrado su 35.º aniversario.

## Acontecimientos y ofrendas alimentarias
Durante el festival, dos o tres etapas proporcionan la diversión musical continua y la Etapa Culinaria exhibe demostraciones de cocina. Empieza en 11 a.m. una vez al año, típicamente en julio, para dos días y hay ningún cargo de admisión. Alimentario está adquirido con boletos, los cuales están vendidos en incrementos de $5. La mayoría de ofertas de alimentos cuestan entre $2 y $5.